# Grecht
Le Grecht, localement également appelé Greft, est un cours d'eau néerlandais qui coule essentiellement dans la province d'Utrecht.
Le Grecht se détache du Vieux Rhin à l'ouest de Woerden. Il coule vers le nord, jusqu'à Woerdense Verlaat, où il se jette, via une écluse, dans le Kromme Mijdrecht. Il avoisine la zone naturelle des Nieuwkoopse Plassen et traverse les Kamerikse Nessen.
Le Grecht a été creusé au XIVe siècle, et est, de ce fait, plutôt un canal, quoique son cours soit plutôt sinueux et pas rectiligne. L'écluse de Woerdense Verlaat occasionna de nombreuses inondations dont souffrirent les paysans de Kamerik. Pour cette raison, on a creusé un nouveau Grecht en 1494, séparé du polder d'un quai.
Près de Kamerik se trouve une station de pompage, permettant d'évacuer les eaux des polders environnant dans le Grecht.

## Source
- (nl) Cet article est partiellement ou en totalité issu de l’article de Wikipédia en néerlandais intitulé « Grecht » (voir la liste des auteurs).